# Rio Grande (fiume America settentrionale)
Il Rio Grande (negli Stati Uniti) o Río Bravo (in Messico; formalmente, Río Bravo del Norte) è un fiume che nasce nelle Montagne San Juan del Colorado, scorre attraverso la valle di San Luis, poi a sud nel Nuovo Messico toccando Albuquerque e Las Cruces, fino a El Paso, Texas, sul confine messicano.

## Corso del fiume

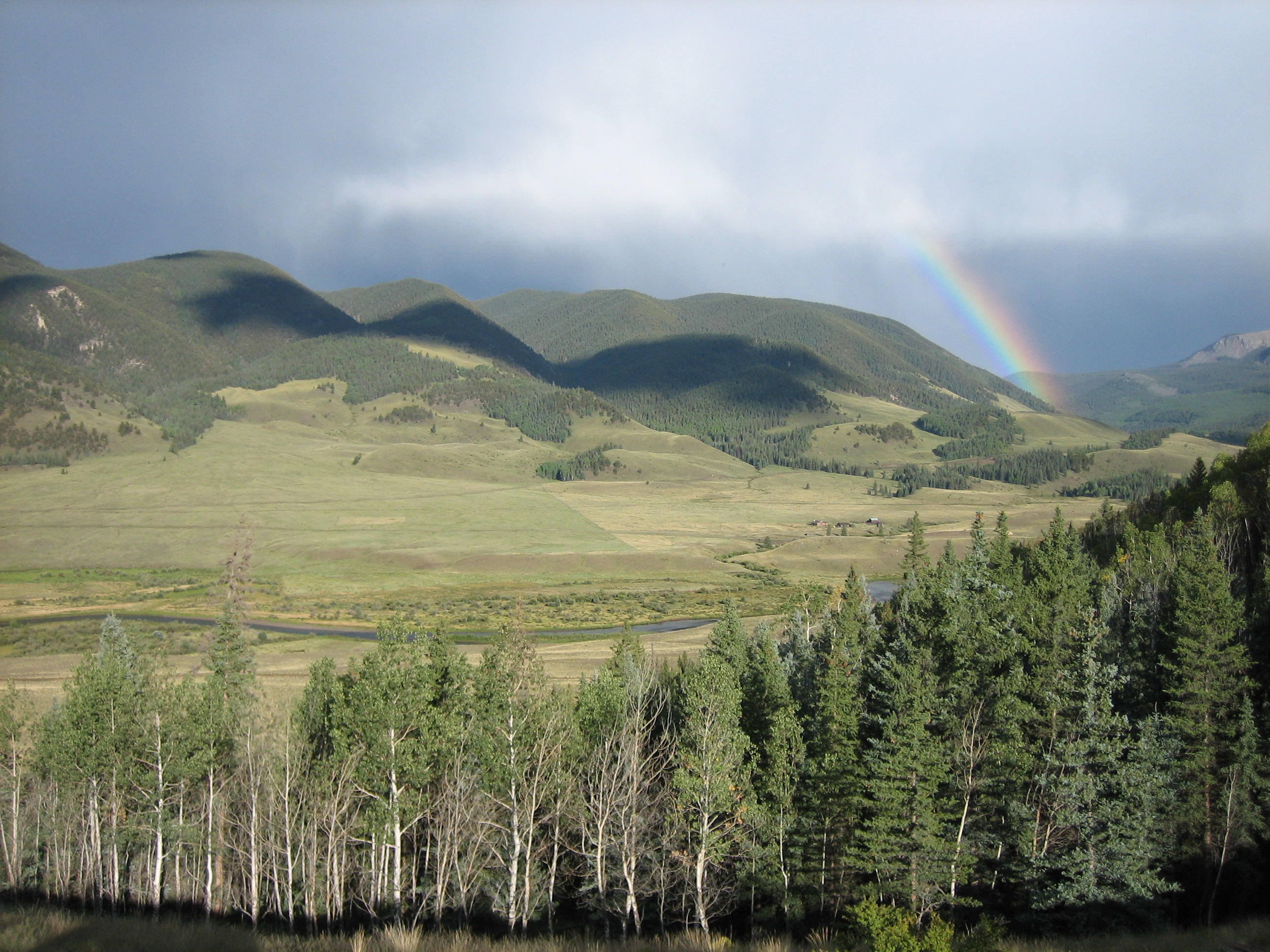
Il fiume nell'alto corso in Colorado

Il fiume nasce nelle Montagne Rocciose dalla catena dei monti San Juan in Colorado. Si origina da numerosi ruscelli all'interno della Foresta Nazionale del Rio Grande nei pressi del Monte Canby. Nella parte superiore del suo corso il fiume scorre in un canyon attorniato da foreste di abeti rossi e pioppi tremuli sino a sfociare nella larga valle di San Juan.
Il fiume attraversa la vallata desertica scorrendo in direzione sud lasciando a est la catena Sangre de Cristo entrando nello stato del Nuovo Messico e intagliando la vallata del White Rock Canyon.
Dirigendosi verso sud il fiume giunge a El Paso alla quota di 1140 m s.l.m e da lì per 2 000 km segnerà il confine fra gli Stati Uniti e il Messico. A valle di El Paso il fiume percorre un lungo e ripido canyon perdendo rapidamente di quota, riceve prima il Rio Conchos da destra proveniente dal Messico e il fiume Pecos in sinistra idraulica proveniente dalla catena del Sangre de Cristo.

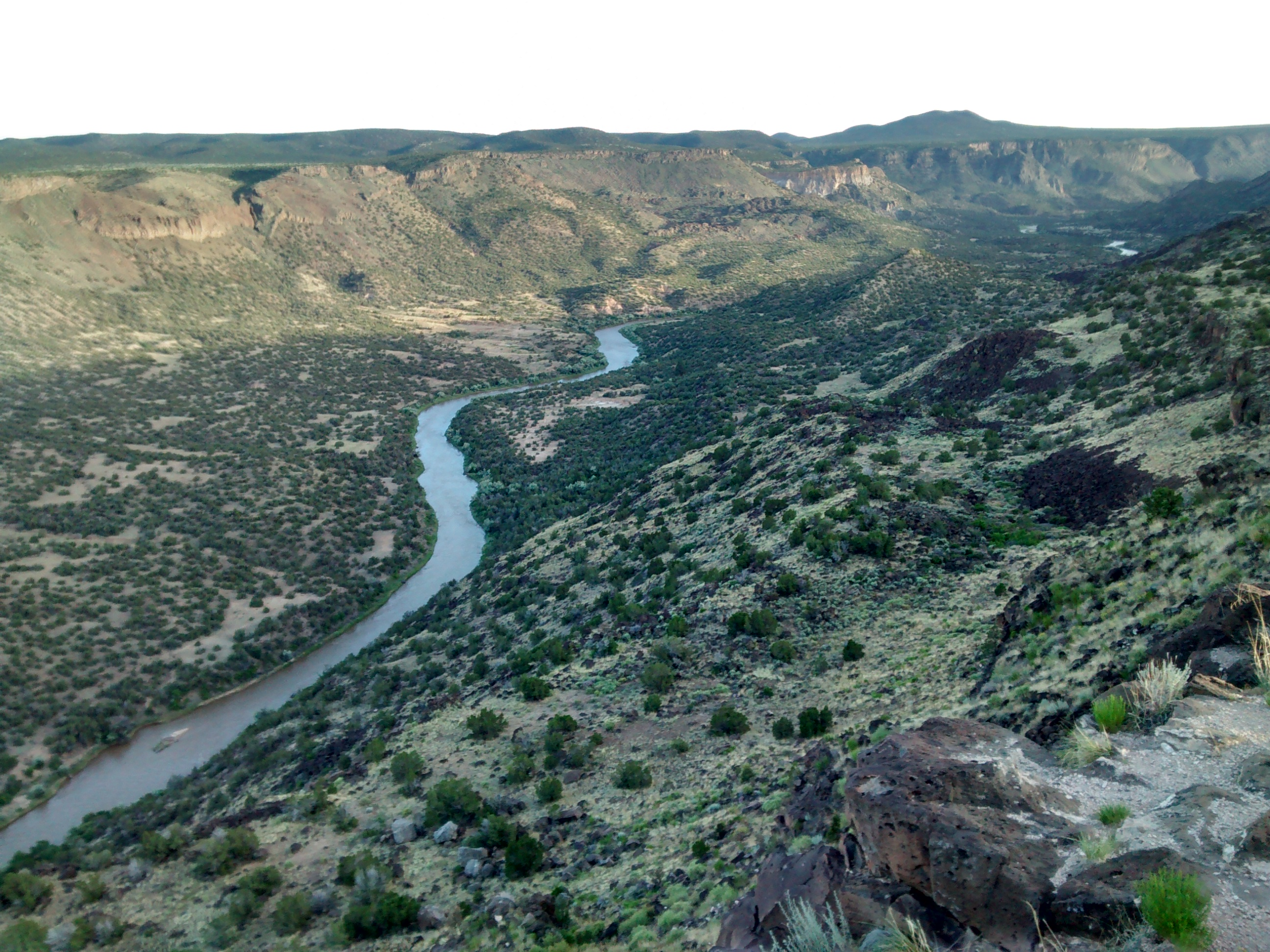
Il fiume nel White Rock Canyon

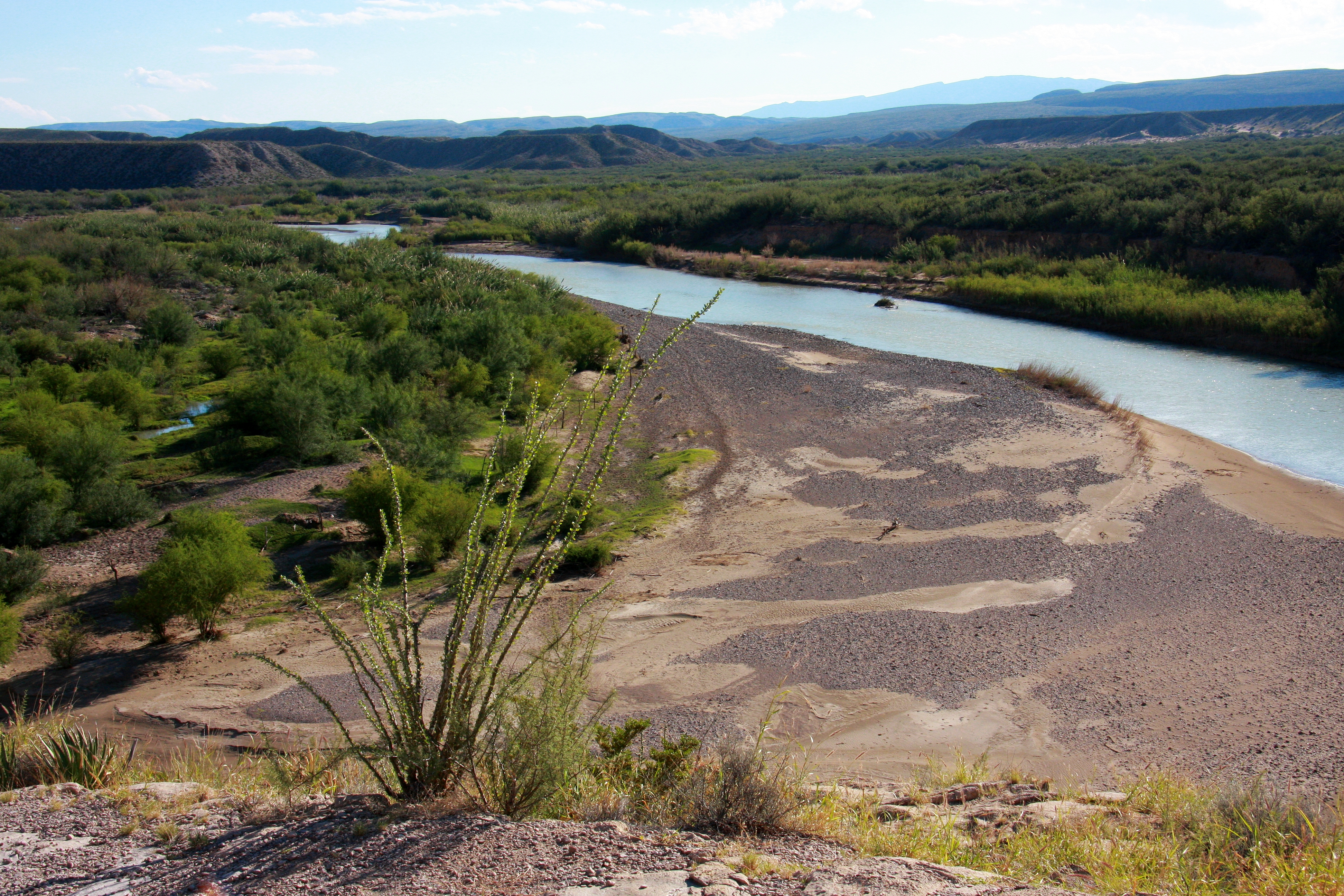
Il fiume nel Big Bend National Park

Con lo scendere di quota il fiume passa da una zona di steppa relativamente fredda a climi sempre più aridi e caldi, attraversando in sequenza altri tre canyon nel Parco Nazionale di Big Bend prima di entrare nella pianura costiera dove il fiume termina il suo corso sfociando nel Golfo del Messico dopo aver bagnato le città messicane di Reynosa e Matamoros.

## Regime idrologico
Il Rio Grande è lungo 3 051 km (quasi 200 km più del Danubio) e raccoglie le acque di un bacino idrografico vasto 471 900 km². Per lunghezza, è il quarto fiume dell'America settentrionale e il terzo degli Stati Uniti.
A dispetto delle dimensioni ragguardevoli del bacino imbrifero le portate medie d'acqua sono molto modeste a causa della aridità e delle elevate temperature che caratterizzano buona parte dei territori che attraversa. Il fiume risulta inoltre impoverito da numerosi prelievi idrici per scopi irrigui che vengono eseguiti lungo il suo corso. Anche la portata media del fiume varia da zona a zona: nella parte bassa del corso, fra Piedras Negras e Eagle Pass la portata media del fiume è di 68 m3/s, mentre nella stessa sezione il fiume è rimasto in secca completa più volte. Per contro le piene del fiume per quanto rare possono essere rovinose quanto imponenti: la portata massima registrata nella sezione in esame è stata registrata durante l'alluvione del 1865 ed è stata stimata in 27 000 m3/s. In prossimità della foce, presso Matamoros, il regime idrologico del fiume è governato dalla diga del lago artificiale Falcon posta circa 360 km a monte. La portata media si riduce a 25 m3/s, mentre anche in questa sezione capita frequentemente che il fiume resti in secca completa.

## Affluenti

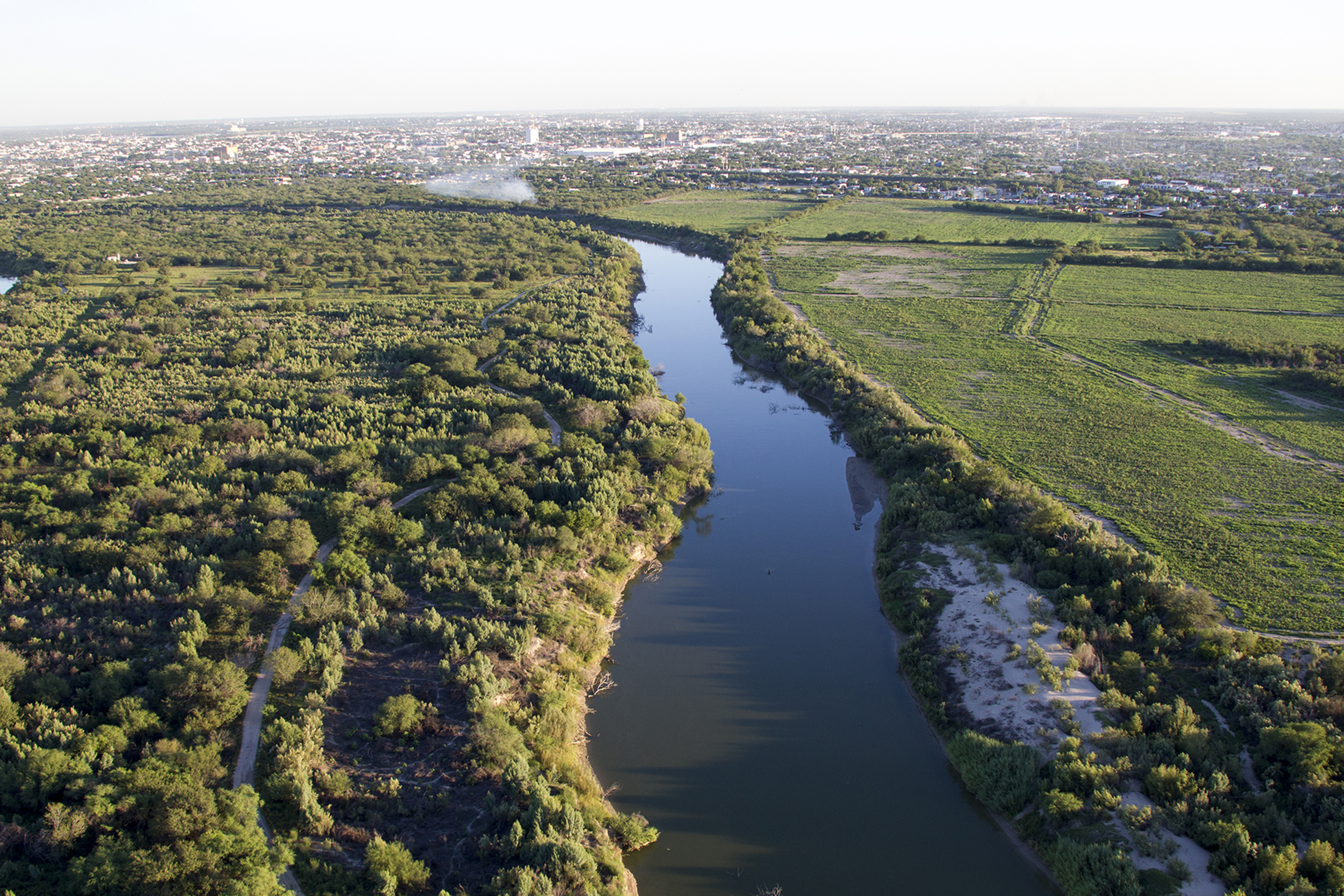
Il fiume nella zona di confine fra Stati Uniti e Messico

Gli affluenti del Rio Grande sono numerosi, ma spesso molti di essi si presentano come corsi d'acqua intermittenti e a carattere temporaneo. Fra gli affluenti permanenti principali si ricordano nell'alto corso il Rio Puerco e il Rio Chama, nel tratto dove il Rio Grande segna il confine fra Stati Uniti e il Messico, il fiume riceve dagli Stati Uniti il Pecos, l'affluente più lungo, anche se povero di acque e nel basso corso il Devils River, mentre dal lato del Messico riceve nel medio corso il Rio Conchos, mentre in prossimità della foce riceve il Rio Salado e il Rio San Juan.

## Funzione di confine
Dalla città di El Paso alla foce nel Golfo del Messico il fiume segna il confine tra il Messico e gli Stati Uniti d'America fin dal 1845. La città di El Paso rappresentò per più di due secoli l'unico valico terrestre (ponte) sul fiume Rio Grande per accedere dal Messico al Texas.